# ГЕС Ранденігала
ГЕС Ранденігала — гідроелектростанція у Шрі-Ланці. Розташована між ГЕС Вікторія та ГЕС Рантамбе, входить до складу каскаду на найбільшій річці країни Махавелі (впадає до Бенгальської затоки на східному узбережжі острова біля Тринкомалі).
У межах проєкту Махавелі перекрили кам'яно-накидною греблею висотою 94 метри, довжиною 485 метрів та товщиною від 10 (по гребеню) до 303 (по основі) метрів. Вона утримує водосховище з площею поверхні 13,5 км2 та об'ємом 861 млн м3 (корисний об'єм 558 млн м3), в якому припустиме коливання рівня в операційному режимі між позначками 203 та 232 метрів НРМ.
Пригреблевий машинний зал обладнали двома турбінами типу Френсіс потужністю по 63,6 МВт, які працюють при номінальному напорі у 78 метрів (максимальний напір до 84 метрів). Це обладнання повинне забезпечувати виробництво 428 млн кВт·год електроенергії на рік.